# デビッド・ポーリーノ
デビッド・コンフェソール・ポーリーノ（David Confesor Paulino, 1994年2月6日 - ）は、ドミニカ共和国ペラビア州ニサオ出身のプロ野球選手（投手）。右投右打。現在は、フリーエージェント（FA）。

## 経歴

### プロ入りとタイガース傘下時代
2010年にデトロイト・タイガースと契約してプロ入り。
2011年に傘下のルーキー級ドミニカン・サマーリーグ・タイガースでプロデビュー。8試合（先発7試合）に登板して0勝1敗、防御率0.00、14奪三振を記録した。
2012年はルーキー級ガルフ・コーストリーグ・タイガースでプレーし、3試合（先発1試合）に登板して1勝0敗、防御率2.25、5奪三振を記録した。
2013年もルーキー級ガルフ・コーストリーグ・タイガースでプレーしていたが、7月にトミー・ジョン手術を受けている。

### アストロズ時代
2013年9月13日、7月29日に行われたホセ・ベラスとのトレードの後日発表選手としてヒューストン・アストロズへ移籍した。
2014年は前年の手術の影響で全休した。
2015年は傘下のA-級トリシティ・バレーキャッツ、A級クァッドシティ・リバーバンディッツ、A+級ランカスター・ジェットホークスでプレーし、3球団合計で13試合（先発12試合）に登板して5勝3敗、防御率2.81、72奪三振を記録した。オフの11月20日にルール・ファイブ・ドラフトでの流出を防ぐために40人枠入りした。
2016年、マイナーではルーキー級ガルフ・コーストリーグ・アストロズ、AA級コーパスクリスティ・フックス、AAA級フレズノ・グリズリーズでプレーし、3球団合計で20試合（先発15試合）に登板して5勝4敗1セーブ、防御率2.00、106奪三振を記録した。9月6日にメジャー初昇格を果たすと、8日のクリーブランド・インディアンス戦にて先発でメジャーデビュー。この試合では3回4失点で敗戦投手となった。この年メジャーでは3試合（先発1試合）に登板して0勝1敗、防御率5.14、2奪三振の成績を残した。
2017年は開幕をAAA級フレズノで迎え、5月30日に昇格した。そこから6試合に先発登板して2勝0敗、防御率6.52、34奪三振の成績を残していたが、7月1日に禁止薬物であるボルデノンが検出されて薬物検査違反で80試合の出場停止となったため、以降の登板は無かった。

### ブルージェイズ時代
2018年7月30日にロベルト・オスーナとのトレードで、ケン・ジャイルズ、ヘクター・ペレスと共にトロント・ブルージェイズへ移籍した。9月5日に故障者リストからメジャーに昇格した。
2019年8月7日にDFAとなり、10日に自由契約となった。

### フィリーズ時代
2021年1月18日にフィラデルフィア・フィリーズとマイナー契約を結び、スプリングトレーニングに招待選手として参加することとなった。8月12日にメジャー契約を結び昇格したが8月13日のシンシナティ・レッズ戦で2回を投げ被本塁打1を含む被安打3、2失点で降板し、翌14日にDFAとなった。オフの11月7日にノンテンダーFAとなった。

## 投球スタイル
長身から繰り出す90mph後半の速球と、パワーカーブを持つ。

## 詳細情報

### 年度別投手成績
| 年 度    | 球 団    | 登 板 | 先 発 | 完 投 | 完 封 | 無 四 球 | 勝 利 | 敗 戦 | セ 丨 ブ | ホ 丨 ル ド | 勝 率 | 打 者 | 投 球 回 | 被 安 打 | 被 本 塁 打 | 与 四 球 | 敬 遠 | 与 死 球 | 奪 三 振 | 暴 投 | ボ 丨 ク | 失 点 | 自 責 点 | 防 御 率 | W H I P |
| -------- | -------- | ----- | ----- | ----- | ----- | -------- | ----- | ----- | -------- | ----------- | ----- | ----- | -------- | -------- | ----------- | -------- | ----- | -------- | -------- | ----- | -------- | ----- | -------- | -------- | ------- |
| 2016     | HOU      | 3     | 1     | 0     | 0     | 0        | 0     | 1     | 0        | 0           | .000  | 29    | 7.0      | 6        | 0           | 3        | 0     | 1        | 2        | 2     | 0        | 4     | 4        | 5.14     | 1.29    |
| 2017     | HOU      | 6     | 6     | 0     | 0     | 0        | 2     | 0     | 0        | 0           | 1.000 | 128   | 29.0     | 36       | 8           | 7        | 0     | 0        | 34       | 5     | 0        | 21    | 21       | 6.52     | 1.48    |
| 2018     | TOR      | 7     | 0     | 0     | 0     | 0        | 1     | 0     | 0        | 0           | 1.000 | 28    | 6.2      | 6        | 1           | 2        | 0     | 0        | 6        | 0     | 0        | 2     | 1        | 1.35     | 1.20    |
| 2021     | PHI      | 1     | 0     | 0     | 0     | 0        | 0     | 0     | 0        | 0           | ----  | 9     | 2.0      | 3        | 1           | 0        | 0     | 0        | 0        | 0     | 0        | 2     | 2        | 9.00     | 1.50    |
| MLB：4年 | MLB：4年 | 17    | 7     | 0     | 0     | 0        | 3     | 1     | 0        | 0           | .750  | 194   | 44.2     | 51       | 10          | 12       | 0     | 1        | 42       | 7     | 0        | 29    | 28       | 5.64     | 1.41    |

- 2021年度シーズン終了時

### 年度別守備成績
| 年 度 | 球 団 | 投手（P） | 投手（P） | 投手（P） | 投手（P） | 投手（P） | 投手（P） |
| 年 度 | 球 団 | 試 合     | 刺 殺     | 補 殺     | 失 策     | 併 殺     | 守 備 率  |
| ----- | ----- | --------- | --------- | --------- | --------- | --------- | --------- |
| 2016  | HOU   | 3         | 1         | 1         | 0         | 1         | 1.000     |
| 2017  | HOU   | 6         | 1         | 1         | 0         | 0         | 1.000     |
| 2018  | TOR   | 7         | 0         | 1         | 1         | 0         | .500      |
| MLB   | MLB   | 16        | 2         | 3         | 1         | 1         | .833      |

- 2018年度シーズン終了時

### 背番号
- 63（2016年 - 2017年）
- 22（2018年）
- 53（2021年）